# Stainztal
Stainztal är en tidigare kommun i Österrike. Den ligger i kommunen Stainz i förbundslandet Steiermark. Kommunen blev en del av Stainz i samband med kommunreformen i Steiermark 1 januari 2015.
Kommunen bestod av sex orter (Ortschaften) (inom parentes invånarantal 1 januari 2024):

- Grafendorf bei Stainz (190)
- Graggerer (192)
- Mettersdorf (287)
- Neudorf bei Stainz (173)
- Wetzelsdorfberg (305)
- Wetzelsdorf in der Weststeiermark (271)